# ستارميكر (أغنية)
"ستارميكر" (スターマーカー) هي أغنية من أداء فرقة الروك اليابانية كانا بوم. تم إصدارها باعتبارها الأغنية المنفردة الخامسة عشرة للفرقة، وتم إصدارها في 4 مارس 2020، من خلال كيون للموسيقى. تم استخدام "ستارميكر" كأغنية افتتاحية ثانية للموسم الرابع من مسلسل الأنمي أكاديمية بطلي.

## الإصدار
في 4 يناير 2020، أعلن العدد السادس والسابع من إصدار 2020 من شونن جمب الأسبوعية أن فرقة كانا بوم ستؤدي أغنية الافتتاح الثانية للموسم الرابع أكاديمية بطلي . تم إصدار الأغنية المنفردة في 4 مارس 2020، بإصدار قياسي وإصدار أنمي محدود. يحتوي إصدار الأنمي المحدود على مسارات إضافية، وقرص DVD إضافي يحتوي على الإصدار الخالي من الاعتمادات للموضوع الافتتاحي الخاص بـ My Hero Academia .  تم إصدار الأغنية في نفس اليوم الذي تم فيه إصدار ألبوم "أفضل الأعمال" لـ كانا بوم Kana-Boon The Best.
الأغنية هي أول أغنية تؤديها كانا بوم بعد رحيل عازف الجيتار يوما ميشيدا في عام 2019. ونتيجة لذلك، أدَّى المغني الرئيسي وعازف الجيتار ماجورو تانيجوتشي أيضًا العزف على الجيتار. أغنية "ستاميكر" تتميز بمشاركة عازف لوحة المفاتيح في فرقة فوجيفابريك دايسوكي كانازاوا كموسيقي ضيف.

## فيديو موسيقي
تم إصدار الفيديو الموسيقي لأغنية "ستارميكر" في 2 مارس 2020، وأخرجه هيدينوبو تانابي. ويظهر في الفيديو فرقة كانا بون، إلى جانب ممثل يرتدي زي زينتاي عاكس. تم تقسيم الفيديو عموديا إلى ثلاثة أجزاء، أمام غرفة المعيشة، والمطبخ، ومدخل غرفة النوم. طوال الفيديو، يتم عرض إما عضو واحد، أو الفرقة بأكملها، أو ممثل الزنتاي، أو أشياء مختلفة داخل كل ثلث. يمكن أيضًا رؤية أعضاء الفرقة وهم يحملون أشياء مختلفة مع تعبيرات وجه مختلفة، داخل كل ثلث. ثم يقوم ممثل الزنتاي بالرقص والإيماء أمام وخلف كل عضو في الفرقة.

## قائمة المقاطع
جميع الأغاني من تأليف ماجورو تانيجوتشي. 
| 1. | "Starmarker" (スターマーカー)     | 3:35 |
| 2. | "Shutter Gate" (シャッターゲート) | 4:25 |
| 3. | "You Estas" (ユーエスタス)        | 3:57 |

| 4. | "Starmarker (Anime Size)" (スターマーカー (Anime Size))                         | 1:33 |
| 5. | "Starmarker (Instrumental)" (スターマーカー (Instrumental))                     | 3:35 |
| 6. | "Starmarker (Anime Size Instrumental)" (スターマーカ (Anime Size Instrumental)) | 1:29 |

| 1. | "TV Anime My Hero Academia Non-credit Opening Movie" (TVアニメ「僕のヒーローアカデミア」ノンクレジットオープニングムービー) | 1:40 |

## ملحوظات
1. ↑  The music video and فنميشن's home video release of أكاديمية بطلي uses the title "Starmaker".[1][2]